# 小堀保三郎
小堀 保三郎（こぼり やすざぶろう、1899年8月25日 - 1975年8月30日）は日本の実業家ならびに自動車技術者。現代において世界中の自動車に一般的に装着されているエアバッグを発明した第一人者である。2006年、特定非営利活動法人日本自動車殿堂に殿堂入り。

## 略歴
- 1899年（明治32年） 8月25日、栃木県河内郡明治村下多功（現・上三川町）で父・龍英、母・タケの三男として生まれる。
- 1912年（明治45年） 明治小学校を卒業後、当時の子弟の多くがそうであったように奉公に出る。
- 1924年（大正13年） 大阪に出て、帝国通信社の記者として活躍。
- 1934年（昭和9年） 大阪電気鉄道（現・近鉄）に嘱託として入社。
- 1937年（昭和12年） 大阪・下尼崎に大阪工機製作所を創設し、起重機製造工場の経営に乗り出す。
- 1941年（昭和16年） 事業拡張のため工場を大阪市城東区に移し、軍用機のエンジン取り付け専用小型クレーンを開発など事業の発展に励む。
- 1957年（昭和32年） 事業拡大と経営基盤を固めるために大同工業への資本参加を求め、社名を「大同輸送機工業」とした。
- 1960年（昭和35年） 石川島重工業（現・IHI）への資本参加を求め、社名を「関西輸送機」（これが今日のIHI運搬機械へと発展する）とするも、2年後の1962年に一切の経営権を石川島重工業に譲渡した。
- 1962年（昭和37年） 東京都品川区伊皿子に転居し、住居近くの王鳳寺の境内にあった一軒家を借り受け（後に港区三田に移転）、新機種開発を目的とした「GIC（グッドアイデアセンター）」を設立。サンドイッチ自動製造機の開発などで数多くの特許を取得。
- 1964年（昭和39年） 独創的なアイデアのもと、自動車の安全ネットの開発を手始めとしてエアバッグの開発に着手。
- 1975年（昭和50年） 8月30日午前、開発費用捻出の困難を理由に港区三田のGIC事務所内にて妻・艶子とともにガス心中。享年76[1][出典無効]。

## エアバッグの特許取得
エアバッグ開発の際、確たる技術的裏付けを得るために東京大学をはじめとして国公私大の教授陣や立川の防衛庁（現・防衛省）航空医学実験隊などの研究機関の協力を求め、開発資金に私財を投じている。小堀が考案した「衝突時乗員保護のシステム」は衝撃加速度検出装置、弾性防御袋（エアバッグ）、気化ガス発生装置などで構成されていた。尚、このとき既に小堀は運転席、助手席、後席エアバッグに加え、側面のサイドエアバッグやルーフエアバッグも考案していた。
また、乗員のみに留まらず対歩行者安全装置にも拡げ、歩行者のバンパーへの接触を検出し、ボンネット上に倒れこむ前にポール状のエアバッグをネットと共に架長して、歩行者をすくい込む歩行者用エアバッグも考案している。その結果、エアバッグ関連の特許取得は世界14カ国に及ぶこととなり、小堀は企業家として新たな道を歩むこととなる。
しかし、その時代の産業界や省庁の安全センスと世界に先駆ける英断（火薬の使用が当時の日本の消防法に抵触してしまうことから、日本でエアバッグが開発されることはなかった）に出会うことなく、やがて俎上から消え、これら特許はその期限を終える。小堀はエアバッグの実用化をその目で見ることなく1975年にこの世を去った。
小堀は自動車用安全部品メーカーの先駆けであるタカタにエアバッグを売り込んだが、社長の高田重一郎がエアバッグの部品で事故があれば会社の存亡に関わるので、そのようなリスクは許容できないと断った。
欧米では日本より一足早く1950年代から研究が進められ、1980年に西ドイツ（現ドイツ）の自動車メーカー、メルセデス・ベンツがSクラスで実用化したのを皮切りに世界各国で実用化された。小堀の生前にエアバッグの製造を拒否したタカタであったが、ホンダの鶴の一声でタカタもエアバッグ製造に1985年(1987年説もある)にホンダ・レジェンドに採用されたことをきっかけに徐々に採用車が増え、今では殆どの乗用車に装着されるまでにその安全性の高さが認知された。

## エピソード
- 小学校卒業後は奉公に出ていたため高等教育を受ける機会に恵まれなかったが、終始独学で社会人としての基礎的教養の涵養に励んでいた。それは知識にとどまらず先人の知恵を修得し、人としての在るべき士道の哲理を求めつづけていたからである。自ら求め育んだ人生哲学は、やがて社会に貢献する数々の発明をもたらすことにつながる。
- 戦後、日本の復興は石炭エネルギーにあるとの先見性のもと、炭鉱の機械化に乗り出すべく、大手の企業の参画のもとに「炭鉱機械研究会」を発足、自らその責任者を務め炭鉱採掘の機械化に腐心した。この時期、先端的な機械の開発に挑んだことにより、その後の発明家としての資質が養われ、日本の炭鉱事業の発展に多大なる貢献をすることになる。
- 小堀の発案は当時としてはあまりにも奇抜なものだったため、エアバッグ発表の場では日本人の関係者からは失笑を買い、相手にされることはなかった。が、欧米の企業ではその間エアバッグの研究と開発が進められ、それにあわせて法規も整えられていった。